# Jüdischer Friedhof (Westend)

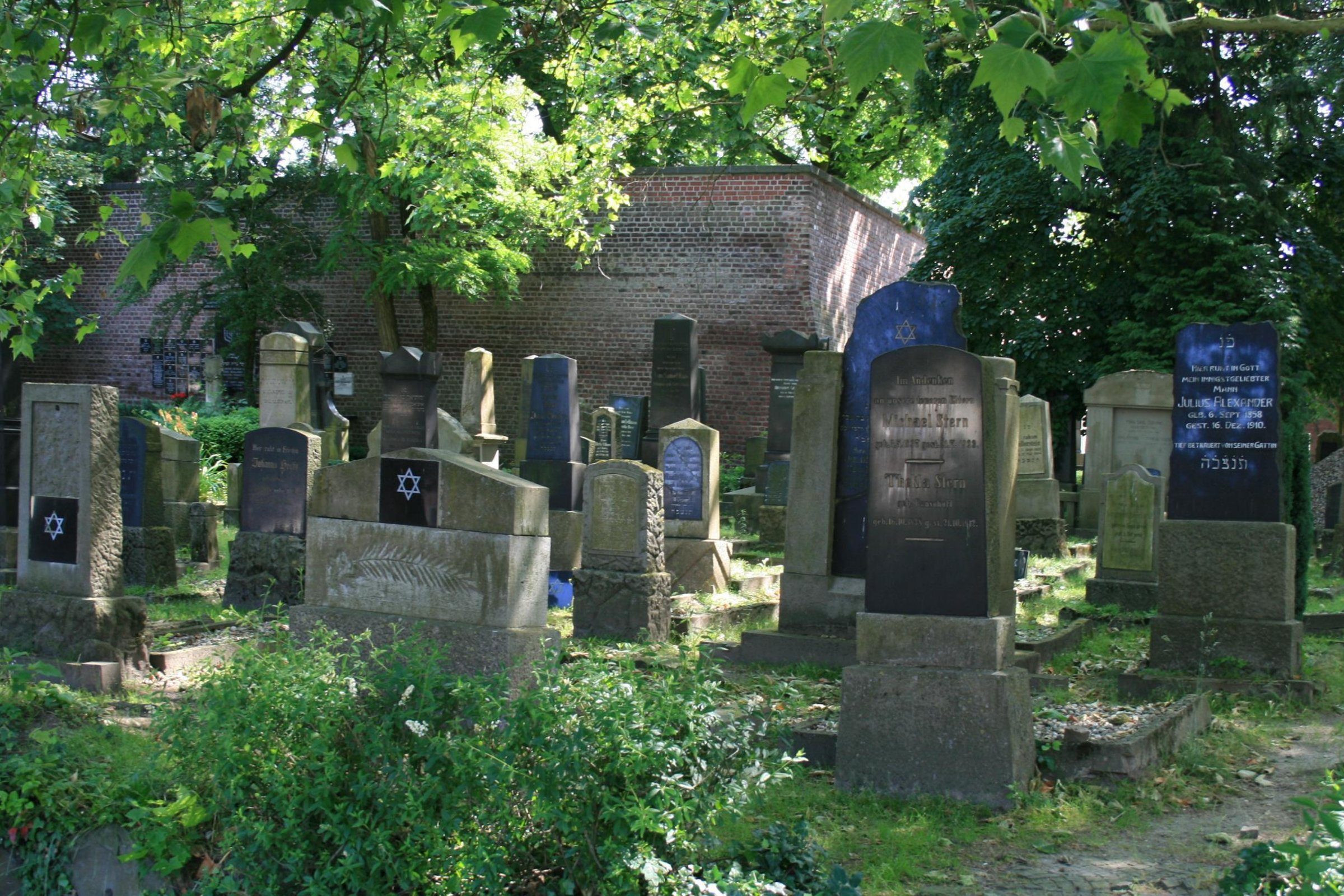
Jüdischer Friedhof (2010)

Der Jüdische Friedhof befindet sich in der Hügelstraße im Stadtteil Westend in Mönchengladbach (Nordrhein-Westfalen).
Der Friedhof wurde 1841 angelegt. Er wurde unter Nr. H 061  am 17. März 1993 in die Denkmalliste der Stadt Mönchengladbach eingetragen.

## Lage
Der Friedhof liegt südlich des Geroweihers an der nach Dahl führenden Hügelstraße.

## Architektur
Es handelt sich um einen von einer hohen, zum Teil verputzten Backsteinmauer umgebenen Friedhof mit einer kleinen, 1914 erbauten Leichenhalle in der südwestlichen Ecke. Der Friedhof ist das Ergebnis mehrmaliger Grundstücksankäufe bzw. erzwungener Flächenabtretungen, die zu seiner heutigen Gestalt führten. Die ältere nördliche Teilfläche wurde in drei Phasen zwischen 1841 und 1910 belegt.
Zuerst erfolgten Bestattungen in der mittleren, heute eingeebneten Fläche und setzten sich dann im westlichen Teil fort. Nachdem auch dieses zweite Teilstück etwa um 1892 belegt war, wandte man sich der östlich des mittleren Bereichs gelegenen Fläche zu. 1892/1893 trat die Synagogengemeinde einen Streifen Land zur Verbreiterung der Hügelstraße an die Stadt ab, um im Gegenzug an der Südseite des Begräbnisplatzes neue Flächen hinzukaufen zu können. Dieses ältere Teilstück weist noch 37, zum Teil stark angewitterte, mit teilweise unleserlicher Inschrift und vier mit rein hebräischer Inschrift bezeichnete Grabsteine auf.
Die Denkmäler folgen in etwa einheitlichen, tradierten Gestaltungskriterien. Ihre Schlichtheit verweist auf die Gleichheit aller Menschen nach dem Tode. Die meist hochrechteckigen Steine besitzen Dreiecksgiebel, Wellengiebel, walm- oder zeltdachförmige Abschlüsse, zum Teil mit Aufsätzen. Errichtet wurden diese Denkmäler meist aus einem hellbraunen Sandstein (Ruhrsandstein). Inschrifttafeln sind in der Regel aus weißem Marmor vertieft in die Grabsteine eingesetzt. Sie tragen auf der Stirnseite hebräische oder hebräisch/deutsche, auf der Rückseite deutsche oder keine Inschriften. Nicht selten sind nur noch Bruchstücke der Grabsteine erhalten.
Auf der größeren südlichen und erst durch die Zukäufe von 1891 und 1899 erworbenen Teilfläche des Friedhofes weisen die Grabsteine infolge der Säkularisierungstendenzen und der Liberalisierung des jüdischen Glaubens weniger einheitliche Formen auf. Neben den überlieferten Formaten kamen auch sehr niedrige, an aufgeschlagene Bücher erinnernde Denkmäler sowie Stelen und Obelisken, Säulen, Platten und sogar aufwändige, mehrteilige Denkmäler aus magmatischen, basischen oder hellen kalkigen Gesteinen zur Aufstellung. Außerdem sind Grabeinfassungen häufig, wobei die Grabstätten meist mit Kieselsteinen belegt sind.
Die jüngeren Gräber unterscheiden sich weder in Form und Material der Grabsteine noch in der Bepflanzung oder Gestaltung der Grabstätten von denen kommunaler oder konfessioneller Friedhöfe. Eine stattliche Platanenallee führt auf ein für die Kriegsopfer des Ersten Weltkrieges errichtetes, tempelartiges Ehrenmal zu. Über drei Stufen und Sockel erhebt sich auf quadratischem Grundriss ein an den Ecken von Säulen getragener Baukörper. Die vier vertieft angebrachten Ansichtsflächen besitzen deutsch oder hebräisch abgefasste Inschriften, die mit Wellengiebeln überfangen sind und in eine gestelzte Kuppel überleiten. Ein weiteres, 1952 eingeweihtes Ehrenmal erinnert an die Opfer des NS-Regimes.
Seine Inschrift verweist auf die Geschichte des Mordes Kains an seinem Bruder Abel aus dem 1. Buch Mose und lautet:

„Und der Ewige sprach zu Kain: / Was hast Du getan? / Die Stimme des Blutes Deines / Bruders schreit zu mir vom / Erdboden. / Unseren Märtyrern / der Jahre 1933–1945 / zum ewigen Gedenken.“